# Leander Pütz
Leander Pütz, auch Leander Burat, (* 17. Mai 2007) ist ein deutscher Schauspieler.

## Leben
Schon früh soll Pütz Interesse an Schauspielerei gezeigt haben. Er stand 2015 erstmals für den Film Im Namen meines Sohnes vor der Kamera. Durch seine Auftritte in dem Film Die Pfefferkörner und der Schatz der Tiefsee sowie der 17. Staffel der Serie Die Pfefferkörner gewann er an größerer Bekanntheit.
Pütz lebt in Hamburg und hat eine jüngere Schwester namens Lavinia Burat, die ebenfalls als Kinderdarstellerin tätig ist.

## Filmografie
- 2015: Im Namen meines Sohnes (Film)
- 2015: Großstadtrevier (Fernsehserie, 1 Folge)[3]
- 2018: Unter anderen Umständen (Fernsehfilmreihe, 1 Folge, S1E14[4])[5]
- 2018: Die Kanzlei (Fernsehserie, 1 Folge, S3E3[4])[6]
- 2019: Ostfriesensünde (Fernsehfilm)
- 2020: Ein Tisch in der Provence (Fernsehfilmreihe, 2 Folgen, Hoffnung auf Heilung u. Ärztin wider Willen)[7][8]
- 2020: Die Pfefferkörner und der Schatz der Tiefsee (Kinofilm)
- 2021–2022: Die Pfefferkörner (Fernsehserie, 13 Folgen, S17E3 - S18E2)[9]
- 2022: Das Traumschiff (Fernsehfilmreihe, 1 Folge, Folge 95)